# Transport ferroviaire au Portugal
Plan
Le transport ferroviaire au Portugal est constitué d'un réseau ferroviaire à deux écartements : 1 668 et 1 000 mm.

## Réseau ferré
Le réseau dispose d'une connexion ferroviaire avec l'Espagne, qui dispose du même écartement.

### Lignes à voie étroite
- Ligne du Tua

### Principales lignes
La ligne Lisbonne-Porto relie les deux villes en près de 3 heures actuellement. En septembre 2022, le gouvernement présente un projet de train à grande vitesse pour permettre une liaison en 1h15, selon le Premier ministre Antonio Costa. Les travaux doivent débuter en 2024 et se terminer "après 2030". Un montant de 2,9 milliards d'euros est attribué à ce projet, qui devra à terme accueillir un nombre de passagers estimé à 16 millions (contre 6 millions actuellement).

## Opérateurs
CP - Comboios de Portugal
- CP Urbanos de Lisbonne
- CP Urbanos de Porto
- CP Urbanos de Coimbra